# Shania Twain (album)
Shania Twain je debitanski studijski album kanadske country pjevačice Shanije Twain. Objavljen je 20. travnja 1993. godine u Sjevernoj Americi u izdanju Mercury Recordsa. U SAD-u se prodao u više od milijun primjeraka i dobio je platinastu certifikaciju.

## Popis pjesama
1. "What Made You Say That" (Tony Haselden, Stan Munsey Jr.) – 2:58
2. "You Lay a Whole Lot of Love on Me" (Hank Beach, Forest Borders II) – 2:48
3. "Dance with the One That Brought You" (Sam Hogin, Gretchen Peters) – 2:23
4. "Still Under the Weather" (Skip Ewing, L. E. White, Michael White) – 3:06
5. "God Ain't Gonna Getcha for That" (Kent Robbins, Shania Twain) – 2:44
6. "Got a Hold on Me" (Rachel Newman) – 2:14
7. "There Goes the Neighborhood" (Tommy Dodson, Bill C. Graham, Alan Laney) – 3:17
8. "Forget Me" (Stephony Smith) – 3:21
9. "When He Leaves You" (Mike Reid, Robbins) – 4:21
10. "Crime of the Century" (Richard Fagan, Ralph Murthy) – 3:29

## Produkcija
- producirali: Norro Wilson i Harold Shedd
- miksali: Jim Cotton, Todd Culross, Graeme Smith i Joe Scaife
- mastered: Marty Williams

## Impresum
- Bubnjevi, udaraljke: Paul Leim, Larrie Londin, Terry McMillan
- Bass: Mike Brignardello, Glen Worf
- Guitara: Mark Casstevens, Allen Frank Estes, Sonny Garrish, Steve Gibson, Chris Leuzinger, Billy Joe Walker, John Willis, Reggie Young
- Klavijatura, Synthesizers: David Briggs, Costo Davis, Gary Prim
- Harmonika: Terry McMillan, Jelly Roll Johnson
- Prateći vokalis: Anthony Martin, John Wesley Ryles, Ronny Scaife, Cindy Richardson Walker, Dennis Wilson, Curtis Young

## Top ljestvice
| Ljestvica              | Najviša pozicija | Certifikacija | Prodano   |
| ---------------------- | ---------------- | ------------- | --------- |
| Kanada                 |                  | 2x platinasta | 200.000   |
| Norveška               | 40               |               |           |
| Ujedinjeno Kraljevstvo | 58               |               |           |
| SAD Billboard 200      |                  | platinasta    | 1.000.000 |